# Ludvig Strigeus
Ludvig Strigeus é um programador sueco, mais conhecido por desenvolver os software BitTorrent, µTorrent, OpenTTD, e ScummVM.

## Softwares
- µTorrent - cliente BitTorrent para Windows e OS X (código fechado)
- ScummVM - interpretador dos da engine dos jogos de aventura, mais notadamente de LucasArts SCUMM
- OpenTTD - engine do jogo Transport Tycoon com muitas melhorias em relação ao original
- Trac - project management tool (minor contribution)
- Ports do Dr. Mario e Kwirk para a calculadora TI-89
- "The Idiot" - jogo de cartas para Windows
- WebWorks - um editor de texto HTML